# Смерть, яка знесла яйце
«Смерть, яка знесла яйце» («La morte ha fatto l'uovo») — італійський трилер з елементами джалло 1968 року, знятий режисером Джуліо Квесті.

## Сюжет
Дія картини розгортається навколо птахоферми, на якій науковці виводять новий вид курей, що не мають ані крил, ані навіть голів. Водночас між співробітниками ферми постійно виникають якісь особисті розбіжності. Найбільше своє невдоволення проявляє Марко — чоловік власниці ферми Анни. Невдовзі на вулицях міста з'являється дивний чоловік у чорних рукавичках, капелюсі та плащі й починає вбивати місцевих повій.

## У ролях
- Жан-Луї Трентіньян: Марко
- Джина Лоллобриджида: Анна
- Єва Олін: Габрі
- Жан Собескі: пан Мондайні
- Вітторіо Андре: президент
- Джуліо Донніні: портьє готелю
- Б'яджо Пеллігра: хімік
- Клеофе Дель Сіле: повія, вбита в мотелі
- Конрад Андерсен: секретар асоціації
- Альдо Бонамано: інспектор поліції
- Маргаріта Горовіц: секретарка Марко

## Знімальна група
- Режисер: Джуліо Квесті
- Сценарій: Франко Аркаллі, Джуліо Квесті
- Продюсер: Франко Маррас
- Оператор: Даріо Ді Пальма
- Композитор: Бруно Мадерна
- Художник: Серджо Кавенарі
- Монтаж: Франко Аркаллі
- Костюми: Марілу Картені
- Грим: Ламберто Маріні